# Mbeya
Mbeya est une ville du sud-ouest de la Tanzanie. C'est le centre administratif de la région de Mbeya.
En 2005, sa population a été évaluée à 280 000 habitants, soit plus de 95 % du total du district de Mbeya Urban.

## Histoire
En 1905, la région connaît une ruée vers l'or qui conduit en 1927 à la création d'une ville minière centralisant les services pour la région. Mbeya croît rapidement du temps de la colonisation anglaise puis continue son essor après l'indépendance et l'arrivée du chemin de fer Tanzanie-Zambie dans les années 1970.

## Géographie
La ville se situe sur un haut plateau fertile à une altitude d'environ 1 700 mètres. Elle est entourée par plusieurs chaînes de montagnes, comprenant de nombreux volcans. Les monts Mbeya (altitude 2 818 m) dominent au nord, les monts Poroto et le Mont Rungwe au sud frôlent les 3 000 mètres. Le parc national le plus proche est le parc national du plateau de Kitulo, récent et peu visité.

## Climat

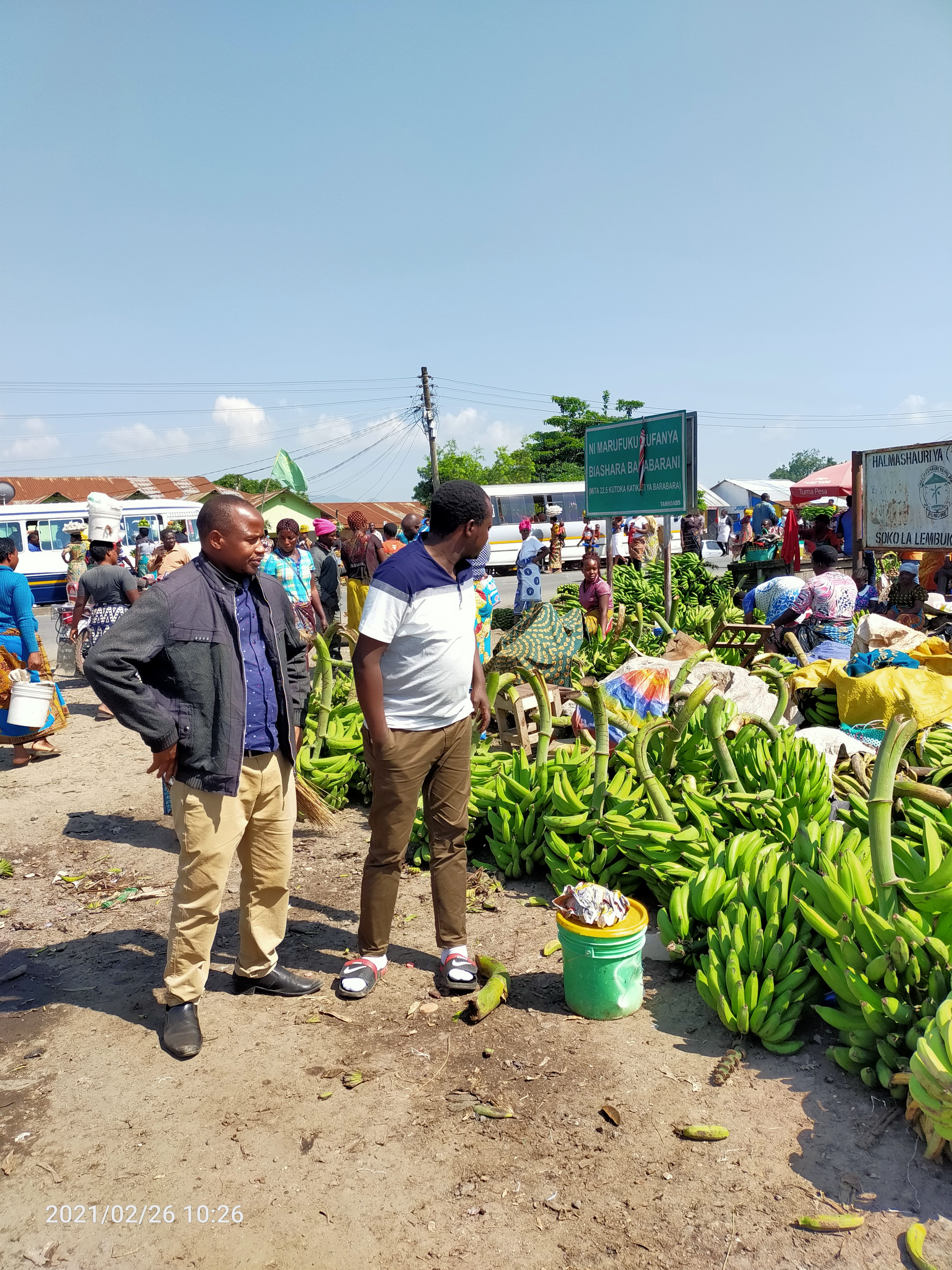
Vente de bananes au marché local.

En raison de l'altitude, les températures sont souvent modérées à Mbeya. Les précipitations moyennes avoisinent 900 mm, une quantité bien suffisante pour le maintien d'une intense activité agricole dans les environs de la ville (maïs, riz, bananes, tabac...). La saison des pluies s'étend généralement de novembre à mai, la saison sèche étant marquée par une plus forte amplitude thermique entre les jours et les nuits.

## Transports

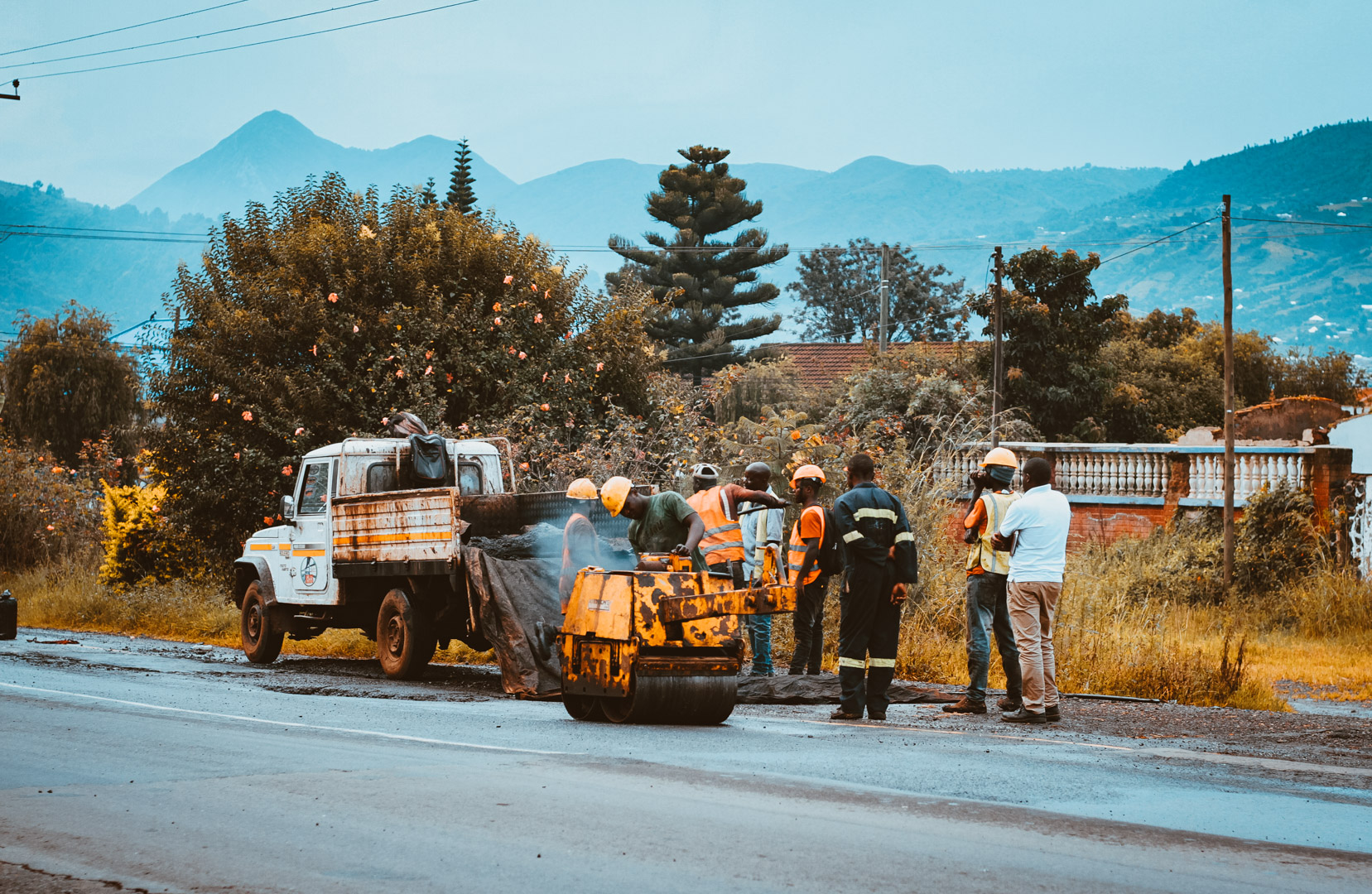
Maintenance de la route.

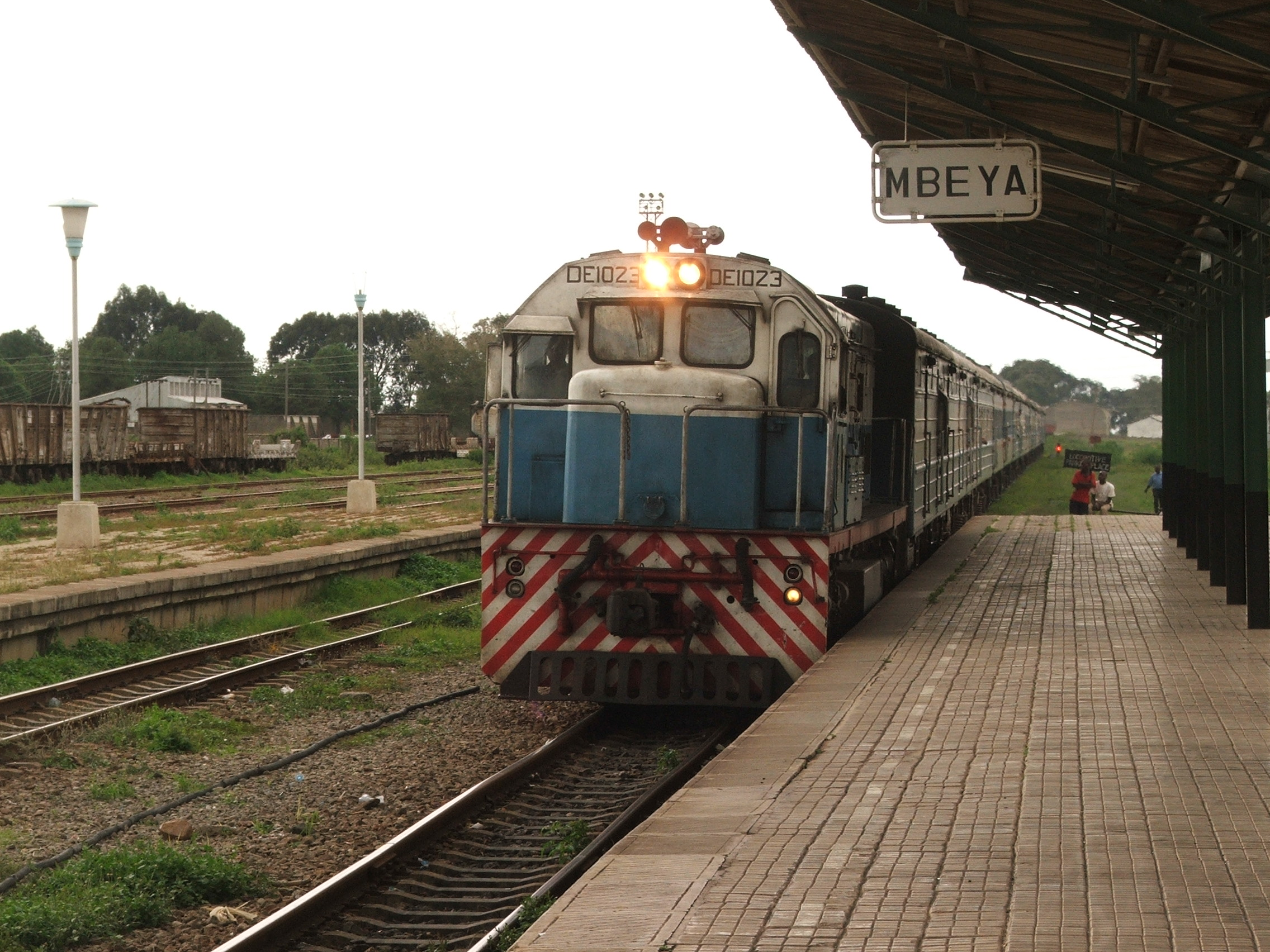
Gare de Mbeya.

Mbeya est un carrefour important pour la partie sud-ouest du pays. La ville est un point de passage quasi obligé pour tout passage vers la Zambie, que ce soit via le chemin de fer TAZARA ou par la route nationale T1 qui fait partie de la Tanzam Highway, goudronnée sur tout son parcours entre Dar es Salam et Lusaka. Une autre branche de cette route conduit de Mbeya jusqu'au Malawi.
Un aérodrome à la piste non revêtue existe (code IATA MBI), mais il n'est utilisé que par des vols privés. Un nouvel aéroport moderne visant à développer le tourisme et l'économie de la région est en construction avec l'aide du fonds de l'OPEP pour le développement international. Cet Aéroport est actuellement en service.